# Heliothodes
Heliothodes is een geslacht van vlinders van de familie uilen (Noctuidae), uit de onderfamilie Heliothinae.

## Soorten
- H. diminutivus Grote, 1873
- H. fasciata Edwards, 1875
- H. joaquin McDunnough, 1946